# Metal: Hellsinger
Metal: Hellsinger — компьютерная игра в жанре ритм-шутера от первого лица, разработанная студией The Outsiders и изданная Funcom. Была выпущена 15 сентября 2022 года для Windows, Xbox Series X/S и PlayStation 5. 8 декабря 2022 года состоялся релиз игры на PlayStation 4 и Xbox One.

## Игровой процесс
Игра сочетает в себе элементы шутера от первого лица и ритм-игр и совмещает геймплей, схожий с BPM: Bullets Per Minute, с боями на аренах, сильно напоминающими Doom и Doom Eternal. Во время путешествия по населённому демонами игровому миру игрок сражается с врагами под музыку жанра метал. Атаки наносят дополнительный урон врагам, если они проведены синхронно с тактом музыки. По мере того, как увеличивается счётчик комбо, в песне начинают звучать дополнительные музыкальные инструменты, а на максимальном множителе появляется вокал. Этот счётчик можно поддерживать, выполняя другие действия, такие как рывок и перезарядка, так же попадая в такт музыки. Этот ритм также представлен в элементах окружающей среды, например, в анимации огня, что в игре называется «естественным ритмом вселенной». Дополнительно можно пройти уровни с повышенной сложностью, называемые «Пытки», для того, чтобы разблокировать бонусы.
В игре использованы элементы жанра «пулевой ад»: в некоторых случаях на поле боя находится большое количество вражеских снарядов. Игровой персонаж обладает высоким уровнем манёвренности: он может совершать двойной прыжок и рывок вперёд в воздухе, как в Doom Eternal. Маневрирование играет ключевую роль в сегментах пулевого ада. Игра разделена на девять уровней ада (включая обучение), каждый из которых завершается боссом — одним из воплощений антагониста игры по имени Алая Судья.

## Сюжет
Потерянная душа, которую зовут просто «Безымянная», стремится вернуть свой украденный голос. Она должна вырваться из своей тюрьмы в преисподней и сразиться с правительницей ада, Алой Судьёй. Её сопровождает Паз, говорящий череп, который выступает в роли рассказчика. Судья посылает свои армии демонов, чтобы остановить Безымянную. Позже выясняется, что и Алая Судья, и Паз — архангелы; они состоят в сговоре с целью заключить Безымянную в тюрьме в аду, поскольку считают её слишком опасной. Алая Судья надеялась, что таким образом Безымянная забудет о своей цели. В сцене после титров повествование завершается клиффхэнгером: показано, что Паз отправился в мир смертных и снова пытается найти Безымянную, а затем тёмная фигура, похожая на Безымянную, входит в то же здание, что и он.

## Разработка
Разработка началась после отмены предыдущей игры The Outsiders — Darkborn. Команда решила использовать свою собственную музыку, а не уже существующую, как из-за ограниченного бюджета, так и из-за технической необходимости разделить музыку на отдельные «слои» для счётчика комбо. Игра была анонсирована в июне 2020 года и первоначально планировалась к запуску в 2021 году, но была отложена до 2022 «для того, чтобы оправдать большие ожидания от игры».

## Саундтрек
Все композиции написаны группой Two Feathers, в каждой песне участвует приглашённый вокалист.
| №                   | Название                                          | Вокал               | Длительность |
| ------------------- | ------------------------------------------------- | ------------------- | ------------ |
| 1.                  | «The Hellsinger (заглавная тема)»                 | нет                 | 3:16         |
| 2.                  | «Through You»                                     | Микаэль Станне      | 2:37         |
| 3.                  | «This is the End»                                 | Микаэль Станне      | 5:29         |
| 4.                  | «Blood and Law»                                   | Микаэль Станне      | 6:15         |
| 5.                  | «Stygia»                                          | Алисса Уайт-Глаз    | 5:43         |
| 6.                  | «Infernal Invocation I: Hopes and Fears»          | Микаэль Станне      | 1:35         |
| 7.                  | «Burial at Night»                                 | Татьяна Шмайлюк     | 5:38         |
| 8.                  | «Infernal Invocation II: Defiance»                | Микаэль Станне      | 1:36         |
| 9.                  | «This Devastation»                                | Мэтт Хифи           | 5:41         |
| 10.                 | «Infernal Invocation III: Dreaming in Distortion» | Микаэль Станне      | 1:58         |
| 11.                 | «Poetry of Cinder»                                | Джеймс Дортон       | 4:53         |
| 12.                 | «Dissolution»                                     | Бьёрн Штрид         | 5:37         |
| 13.                 | «Acheron»                                         | Рэнди Блай          | 4:39         |
| 14.                 | «Silent No More»                                  | Деннис Ликсзен      | 6:36         |
| 15.                 | «No Tomorrow»                                     | Серж Танкян         | 6:58         |
| Общая длительность: | Общая длительность:                               | Общая длительность: | 1:08:31      |

Дополнение Dream of the Beast
| №                   | Название             | Вокал               | Длительность |
| ------------------- | -------------------- | ------------------- | ------------ |
| 1.                  | «Leviathan»          | Уилл Рамос          | 6:19         |
| 2.                  | «Dream of the Beast» | Кристина Скаббия    | 6:24         |
| Общая длительность: | Общая длительность:  | Общая длительность: | 12:43        |

Дополнение Essential Hits
| №                   | Название                 | Исполнитель            | Длительность |
| ------------------- | ------------------------ | ---------------------- | ------------ |
| 1.                  | «Down with the Sickness» | Disturbed              | 4:38         |
| 2.                  | «Uprising»               | Muse                   | 5:04         |
| 3.                  | «Misery Business»        | Paramore               | 3:18         |
| 4.                  | «Tsunami»                | DVBBS и Borgeous       | 3:56         |
| 5.                  | «Runaway (U & I)»        | Galantis               | 3:47         |
| 6.                  | «Feel Good Inc.»         | Gorillaz               | 3:42         |
| 7.                  | «I Love It»              | Icona Pop и Charli XCX | 2:37         |
| 8.                  | «Personal Jesus»         | Depeche Mode           | 3:44         |
| Общая длительность: | Общая длительность:      | Общая длительность:    | 28:09        |

## Отзывы критиков
| Сводный рейтинг       | Сводный рейтинг                        |
| Агрегатор             | Оценка                                 |
| --------------------- | -------------------------------------- |
| Metacritic            | (PC) 79/100 (XBSX) 79/100 (PS5) 78/100 |
| OpenCritic            | 79/100                                 |
| «Критиканство»        | 81/100                                 |
| Иноязычные издания    |                                        |
| Издание               | Оценка                                 |
| Eurogamer             | Рекомендовано                          |
| GameSpot              | 8/10                                   |
| IGN                   | 7/10                                   |
| Jeuxvideo.com         | 15/20                                  |
| VG247                 | [ 21 ]                                 |
| Русскоязычные издания |                                        |
| Издание               | Оценка                                 |
| StopGame.ru           | «Похвально»                            |
| «Игромания»           | [ 23 ]                                 |
| «Игры Mail.ru»        | 7,5/10                                 |

Игра получила положительные отзывы критиков. Средний балл игры на сайте Metacritic составляет 79 из 100 на основе 62 рецензий версии для ПК, и 79 из 100 на основе 8 рецензий для Xbox Series X/S.
Алексей Лихачёв с сайта StopGame.ru высоко оценил геймплей игры и похвалил саундтрек: «авторы Metal: Hellsinger словно плевать хотели на претензии тех, кто обвинит их в копировании идей. Им захотелось сделать ритм-шутер в духе Doom — они его сделали».
Eurogamer положительно отозвались об игре, отметив, что она «ощущается как излияние эмоций, как будто сама игра является другим, более личным видом гештальта». Рецензия IGN была более неоднозначной: в ней говорилось, что хотя игра довольно хороша, она очень короткая, а боссы однообразные. «Metal: Hellsinger, возможно, и не является величайшей в мире игрой про уничтожение демонов, но определённо захватывающая». PC Gamer дали схожую оценку, добавив, что хотя игра вряд ли окажет влияние на жанр, она «совершенно прекрасная с большим количеством возможностей для повторного прохождения, несколькими оригинальными идеями, хорошим саундтреком и дурацким сюжетом».
К декабрю 2022 года было продано более 1 миллиона копий игры.